# Elise Vanderelst
Elise Vanderelst (* 27. Januar 1998 in Saint-Ghislain) ist eine belgische Leichtathletin, die sich auf den Mittelstreckenlauf spezialisiert hat. 2021 wurde sie Halleneuropameisterin über 1500 Meter und über diese Distanz ist sie aktuell auch Inhaberin des belgischen Landesrekordes.

## Sportliche Laufbahn
Erste internationale Erfahrungen sammelte Elise Vanderelst im Jahr 2015, als sie bei den Jugendweltmeisterschaften in Cali im 800-Meter-Lauf bis in das Halbfinale gelangte und dort mit 2:17,03 min ausschied. Im Jahr darauf belegte sie bei den U20-Weltmeisterschaften in Bydgoszcz in 2:05,82 min den vierten Platz und 2017 wurde sie bei den U20-Europameisterschaften in Grosseto in 2:10,50 min Siebte. 2018 qualifizierte sie sich im 1500-Meter-Lauf für die Europameisterschaften in Berlin, bei denen sie mit 4:10,30 min in der ersten Runde ausschied. Im Jahr darauf gewann sie dann bei den U23-Europameisterschaften in Gävle in 4:23,50 min die Silbermedaille hinter der Britin Jemma Reekie. 2020 siegte sie bei den Kuortane Games in 2:02,65 min über 800 Meter und im Jahr darauf verbesserte sie beim Meeting Hauts-de-France Pas-de-Calais den belgischen Hallenrekord über 1500 Meter auf 4:05,71 min und verbesserte damit die Bestmarke von Lindsey De Grande aus dem Jahr 2011 um knappe vier Sekunden. Kurz darauf siegte sie völlig überraschend bei den Halleneuropameisterschaften in Toruń mit einer Zeit von 4:18,44 min. Im Juni desselben Jahren verbesserte sie bei der Golden Gala in Florenz den belgischen Landesrekord über 1500 m auf 4:02,63 min und löste damit Veerle Dejaeghere als Rekordhalterin ab. Damit qualifizierte sie sich auch für die Teilnahme an den Olympischen Spielen in Tokio und schied dort mit 4:04,86 min im Halbfinale aus. Anfang November siegte sie in 4:53 min beim CrossCup de Mol im Kurzrennen und anschließend gewann sie bei den Crosslauf-Europameisterschaften in Dublin in 18:06 min die Bronzemedaille in der Mixed-Staffel hinter den Teams aus dem Vereinigten Königreich und Frankreich.
2022 schied sie bei den Weltmeisterschaften in Eugene mit 4:10,45 min in der Vorrunde aus und anschließend kam sie auch bei den Europameisterschaften in München mit 4:07,62 min nicht über den Vorlauf hinaus. Im Jahr darauf wurde sie bei der 1. Liga der Team-Europameisterschaft im Rahmen der Europaspiele in Chorzów in 4:14,63 min Elfte und im August schied sie bei den Weltmeisterschaften in Budapest mit 4:11,55 min in der ersten Runde aus. Im Dezember gelangte sie bei den Crosslauf-Europameisterschaften in Brüssel mit 20:15 min auf den fünften Platz in der Mixed-Staffel. 2024 verpasste sie bei den Hallenweltmeisterschaften in Glasgow mit 4:10,15 min den Finaleinzug und im Juni schied sie bei den Europameisterschaften in Rom mit 4:11,03 min ebenfalls im Vorlauf aus. Anschließend schied sie bei den Olympischen Sommerspielen in Paris mit 4:08,86 min in der Hoffnungsrunde aus, ehe sie im September den Landesrekord auf 4:01,26 min verbesserte. Im Jahr darauf kam sie bei den Halleneuropameisterschaften in Apeldoorn mit 4:16,68 min nicht über die Vorrunde über 1500 Meter hinaus.
In den Jahren von 2020 bis 2023 wurde Vanderelst belgische Meisterin im 1500-Meter-Lauf im Freien sowie 2020 auch in der Halle. Zudem wurde sie 2024 Hallenmeisterin über 800 Meter.

## Persönliche Bestzeiten
- 800 Meter: 2:01,68 min, 2. Juli 2022 in Heusden-Zolder
  - 800 Meter (Halle): 2:02,50 min, 20. Februar 2021 in Louvain-la-Neuve
- 1000 Meter: 2:35,98 min, 3. Juli 2021 in Heusden-Zolder (belgischer Rekord)
- 1500 Meter: 4:01,26 min, 14. September 2024 in Brüssel (belgischer Rekord)
  - 1500 Meter (Halle): 4:05,71 min, 9. Februar 2021 in Liévin (belgischer Rekord)
- Meile: 4:26,09 min, 11. September 2023 in Zagreb (belgischer Rekord)
  - Meile (Halle): 4:29,31 min, 30. Januar 2024 in Ostrava (belgischer Rekord)
- 3000 Meter: 9:11,95 min, 17. Juni 2023 in Ciney